# Buchs (Zurich)
Pour les articles homonymes, voir Buchs.
Buchs est une commune suisse du canton de Zurich.

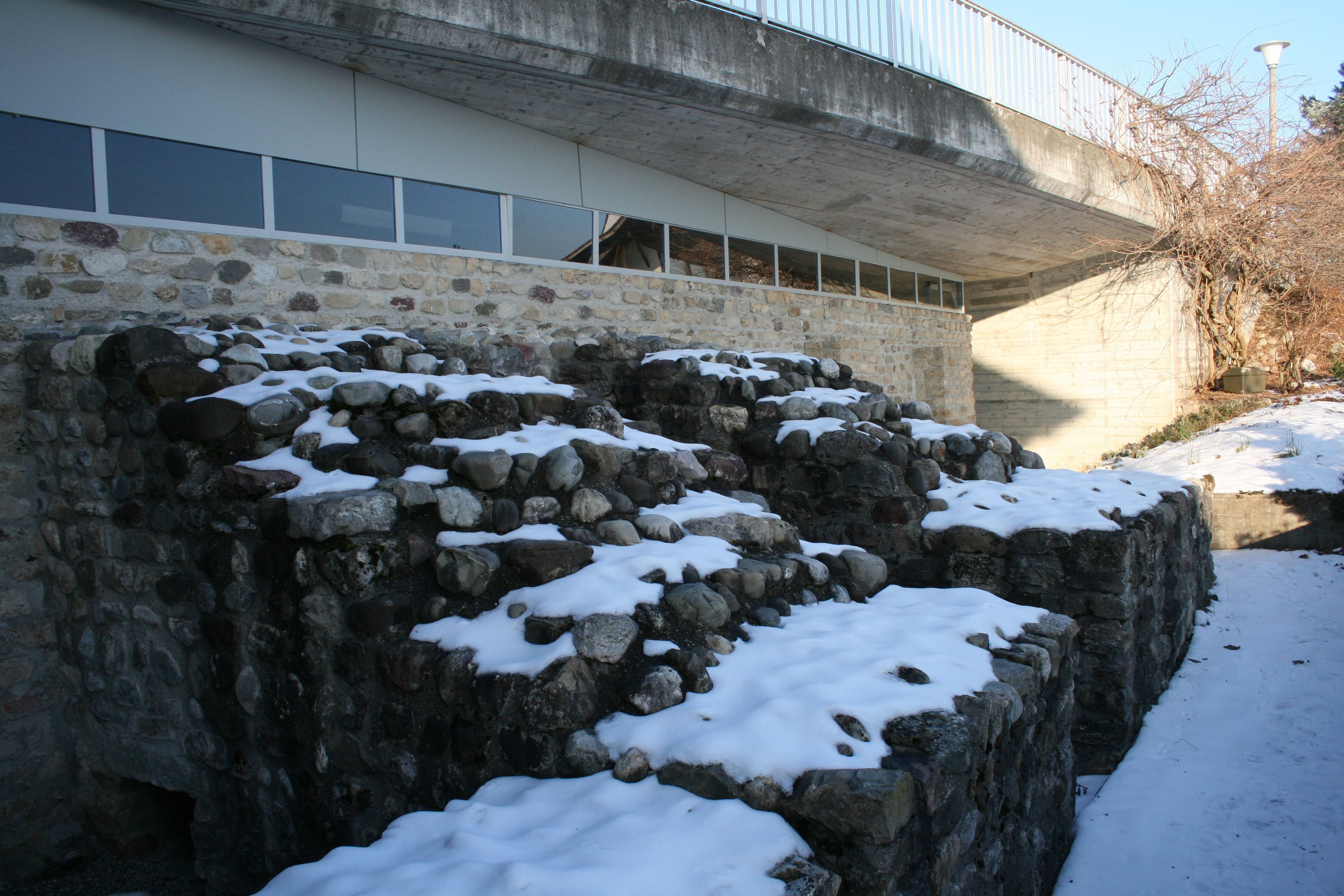
Kryptoportikus.

Photo aérienne prise par Walter Mittelholzer (1922).

## Histoire
Buchs faisait partie du bailliage de Regensberg.